# Peter Foldgast
Peter Foldgast er en tidligere dansk fodboldspiller og nuværende individuel træner for Brøndby IF's U19, som senest spillede i FC Vestsjælland og kom til klubben fra EB/Streymur. Han spillede som angriber, venstre fløj eller venstre back. Peter Foldgast kom til AGF fra tyske Rot-Weiss Essen og fik debut i Superligaen for AGF hjemme mod SønderjyskE 11. marts 2006. Id
Før han kom til Tyskland, fik Foldgast sit store gennembrud som angriber i Brøndby IF i sæsonen 2002/2003, hvor han bl.a. brillerede med årets mål i 4-0 sejren over FC Midtjylland og mange andre vigtige scoringer.
Peter Foldgast spillede sine ungdomsår i Vallensbæk IF, Boldklubben Frem og AGF, som han skiftede tilbage til i 2005 og hjalp til oprykning fra Viasat Sport Divisionen i sæsonen 06/07.
Grundet en knæskade valgte Peter Foldgast at indstille karrieren i juni 2009. Foldgast var dog ikke helt færdig med FC Vestsjælland, hvor han fortsatte som assistenttræner for Michael Schjønberg.